# Borne (Sydslesvig)
Borne (tysk: Boren) er en landsby og kommune beliggende nord for Slien i landskabet Angel i Sydslesvig. Administrativt hører kommunen under Slesvig-Flensborg kreds i den nordtyske delstat Slesvig-Holsten. Kommunen samarbejder med nabokommunerne i Sønder Barup kommunefællesskab (Amt Süderbrarup). I kirkelig henseende hører kommunen under Borne Sogn. Sognet lå i den danske tid indtil 1864 i Slis Herred (Gottorp Amt, Sønderjylland).

## Geografi
Jordens beskaffenhed er lerholdig, der findes enge og mose. Til kommunen hører landsbyer og bebyggelser Albrovad (Allbrowatt), Bikum (Bicken), Bornæs eller Bognæs (Boknis), Bornemark, Bornemose (Boorenmoor), Bremsvad (Bremswatt), Egenæs (Ekenis), Egenæslund, Egenæsmark (Ekenisfeld), Faartoft (Fahrtoft), Grabølvad (Grabbelwatt), Guderød el. Gyderød (Güderott), Guderødmark el. Gyderødmark (Güderottfeld), Gårdvang (Gaarwang), Hegnholt eller Hegeholt (Hegeholz), Hyry eller Hyrød (Hürye), Højrød, Kalvtoft (Kaltoft), Ketelsby (også Ketilsby), Kisby, Kisbymark (Kiesbyfeld), Knobberdam (Knopperdamm), Lindå (Lindau) med Lindåhøj, Lindåmark (Lindaufeld), Lindånæs (Lindaunis) og Mølleskov (Mühlenholz), Renbjerg eller Rebjerg (Rehberg), Paverød (Pageroe), Tvegade (Twiestraße), Vadlyk (Wattlück), Ulvekule (Uhlekuhl), Vridam eller Vridom (Wrium) og Ågeby (Akeby).
Den i kommunen beliggende Lindånæsbro forbinder halvøerne Angel og Svans. Ved Lindå Nor ved Slien er en større campingplads. Noret er adskilt fra Slien ved de to halvøer Store og Lille Næs.

## Historie
Borne er første gang nævnt i 1260 som Bornebul (≈Bornebøl, afledt af kvindenavn Borne og -bøl eller afledt af g.da. bor for en forhøjning). Der nævnes en borg (Borneborg) på Valdemar Atterdags tid 1357. Stednavnet Bikum er første gang dokumenteret 1757, den ældre skrivemåde er Bækkium.
I kommunen findes flere dysser fra bondestenalderen og en såkaldt gallerihollændermølle, opført i 1837. Det stråklædte godshus Dansk Lindå er fra 1415. Borne Kirke er opført i 1200-tallet. Præstegården er fra 1793. Den over for gården beliggens kolebygning er fra 1874. Pladsen foran kirken var Sliherreds centrale tingplads. 1557 blev her 10 hekse brændt
I 1974 blev nabokommunerne Ketelsby og Lindå indlemmet, i marts 2013 fulgte Egenæs og Kisby. Fra Bornæs gik der tidligere en færge over Slien til Siseby. Der består måske et etymologisk forbindelse til landsbyen Borntved (≈Bornes skov) på Sliens modsatte bred.

## Kommunevåben
Kommunevåben viser i de slesvigske farver blå og gul symboler på landbruget (aks), fiskeriet (Sli-snæbel) og den forhenværende egeskov (egebladet). Det centrale vognhjul står for kommunens fem landsbyer Borne, Egenæs, Ketelsby, Kisby og Lindå. Bølgerne henviser til en vandkilde ved Borne tingplads.

## Kendte
- Frederik Valentiner (1756-1813), dansk astronom
- Christopher Bluhme (29. august 1708 - 23. april 1782), dansk hofpræst